# Jakob Steiner
 (décembre 2014).
Si vous disposez d'ouvrages ou d'articles de référence ou si vous connaissez des sites web de qualité traitant du thème abordé ici, merci de compléter l'article en donnant les références utiles à sa vérifiabilité et en les liant à la section « Notes et références ».
Pour les articles homonymes, voir Steiner.
Jakob Steiner (1796-1863) est un mathématicien suisse.

## Biographie
Il est né dans le village d'Utzenstorf, canton de Berne. À dix-huit ans, il est devenu un élève de Johann Heinrich Pestalozzi, et a ensuite étudié à Heidelberg. Il est ensuite allé à Berlin, gagnant sa vie, comme à Heidelberg, en donnant des leçons privées.  Il a fait alors la connaissance de Crelle, qui, encouragé par ses capacités et par celles de Abel, alors aussi à Berlin, a fondé son célèbre Journal (1826).  
Après la publication (1832) de son Systematische Entwickelung der Abhängigkeit geometrischer Gestalten von einander, il a reçu, grâce au soutien de Charles Gustave Jacob Jacobi, qui était alors professeur à l'université de Königsberg, un diplôme honorifique de cette université. Sous l'influence de G. J. Jacobi et des frères Alexander et Wilhelm von Humboldt, une nouvelle chaire de géométrie a été fondée pour lui à Berlin en 1834.  Il a occupé ce poste jusqu'à sa mort, qui a eu lieu à Berne le 1er avril 1863.  
Le travail mathématique de Steiner est essentiellement géométrique.  Dans son propre domaine il a surpassé tous ses contemporains[réf. souhaitée].  Ses recherches se distinguent par leur grande généralité et par une telle rigueur dans ses preuves qu'il a été considéré comme le plus grand génie géométrique depuis l'époque d'Apollonius[réf. souhaitée]. 
Dans son Systematische Entwickelung…, il a créé les bases de la géométrie synthétique moderne. Dans ce livre également, dont un seul volume est paru sur les cinq prévus, on trouve pour la première fois le principe de dualité présenté dès le début comme conséquence immédiate des propriétés les plus fondamentales du plan, de la ligne et du point.  
Dans un deuxième petit livre Die geometrischen Constructionen ausgeführt mittels der geraden Linie und eines festen Kreises (1833), republié en 1895 par Arthur von Oettingen (de), il montre, ce qui avait été déjà suggéré par Poncelet, comment tous les problèmes du deuxième ordre peuvent être résolus à l'aide de la règle seulement et sans utilisation du compas, dès lors qu'un cercle est donné sur le papier. Il a également écrit Vorlesungen über synthetische Geometrie, édité de manière posthume à Leipzig par Carl Friedrich Geiser (de) et Heinrich Schröter (en) en 1867 ; une troisième édition par Rudolf Sturm (de) a été publiée en 1887-1898.  
Le reste des œuvres de Steiner se trouve dans de nombreuses revues, souvent au journal de Crelle, dont le premier volume contient ses quatre premiers papiers. Les plus importants sont ceux concernant les courbes et les surfaces algébriques, particulièrement le court article Allgemeine Eigenschaften algebraischer Curven (Propriétés générales des courbes algébriques). Celui-ci contient seulement des résultats, et il n'y a aucune indication de la méthode par laquelle ils ont été obtenus, de sorte que, selon Otto Hesse, « ils sont, comme le dernier théorème de Fermat, des énigmes aux générations présentes et futures ». Des analystes éminents ont réussi à démontrer certains des théorèmes, mais il a fallu Luigi Cremona pour les démontrer tous, par une méthode synthétique uniforme, dans son livre sur les courbes algébriques. D'autres recherches importantes sont liées aux maximum et aux minimum. 
Les articles de Steiner ont été rassemblés et édités dans deux volumes (Gesammelte Werke, 1881-1882) par l'Académie de Berlin.